# Ulcerate
Gli Ulcerate sono una band death metal neozelandese formata dal chitarrista Michael Hoggard e dal batterista Jamie Saint Merat nel 2000. Hanno pubblicato sei album in studio: l'ultimo, Stare Into Death and Be Still, è stato pubblicato il 24 aprile 2020 su Debemur Morti Productions. Il gruppo è stato selezionato in numerosi articoli come uno dei più prominenti dall Nuova Zelanda, intraprendendo tournée in Nord America e in Europa: sono stati favorevolmente comparati ai Neurosis e ai Gorguts. Lo stile del gruppo è stato definito "nauseante, disorienteante e allegramente disarmonico", caratterizzato dall'estensivo uso di dissonanza, cambi di tempo e strutture complesse.

## Storia
I membri fondatori degli Ulcerate, Jamie Saint Merat, Michael Hoggard e Mark Seeney, formarono il gruppo nel 2000 col nome Bloodwreath. Nel 2002, Jared Commerer e James Wallace si unirono al gruppo, mentre Seeney lo lasciò. Il gruppo cominciò a scrivere materiale per il loro primo demo e cambiarono nome prima di pubblicarlo. Nel 2004 uscì il secondo demo, The Coming of Genocide: entrambi furono pubblicati insieme da The Flood Records e Deepsend Records col titolo The Coming of Genocide. Nel 2006, gli Ulcerate firmarono un contratto con Neurotic Records: il cantante James Wallace lasciò la formazioni prima della pubblicazione del loro debutto discografico del 2007, Of Fracture and Failure, e Ben Read lo sostituì. Anche Jared Commerer lasciò il gruppo, venendo sostituito da Michael Rothwell. Of Fracture and Failure fu registrato e mixato da Jamie Saint Merat e Michael Hoggard, mentre fu masterizzato da Alan Douches ai West West Side Studios, a New York. La copertina fu progettata da Jamie Saint Merat.
Nel 2008, Read e Rothwell lasciarono il gruppo:, Oliver Goater divenne il nuovo chitarrista, mentre Paul Kelland divenne anche cantante. Gli Ulcerate pubblicarono nel 2009 Everything Is Fire, che fu promosso da alcuni critici per il proprio unico approccio al death metal: in una recensione di  Allmusic Phil Freeman scrisse che Everything Is Fire incorpora la "complessità di ritmica di band come Isis", comparando il gruppo come più vicino sonoricamente agli Shellac che ai Suffocation. Nell'aprile 2010, gli Ulcerate annunciarono la scrittura di un altro album: nello stesso anno, Oliver Goater fu sostituito da William Cleverdon. Il gruppo pubblicò il terzo album, The Destroyers of All, il 25 gennaio 2011, con Willowtip Records. Gli Ulcerate cominciarono anche a intraprendere una tournée attraverso l'Europa nel febbraio 2012, suonando in paesi come Francia, Regno Unito, Germania, Italia e Slovacchia con gli Svart Crown. Il gruppo intraprese una tournée di promozione dell'album anche in Nord America, per la prima volta, nel Maggio 2012, comprendendo una performance al Maryland Deathfest. Il gruppo firmò un contratto con Relapse Records e registrò un nuovo album tra marzo aprile 2013 ai MCA Studios ad Auckland. A luglio, fu rivelato il titolo dell'album, Vermis, pubblicato il 13 settembre 2013. L'album fu promosso da siti come Pitchfork e Exclaim!. A maggio 2014, il gruppo intraprese un altro tour in Nord America supportando gli Inter Arma, includendo una data al Saint Vitus Bar a New York. continuando con altre date in Europa tra novembre e dicembre supportati dai  Wormed, dai Solace of Requiem e dai Gigan.
Dopo due tour in Australia e Nuova Zelanda tra aprile e giugno 2015 e uno in ottobre in Regno Unito con i Bell Witch e i Ageless Oblivion., il 12 marzo 2016 annunciarono che sarebbero entrati in studio per registrare il loro quinto album in studio, aggiornando la situazione nel proprio profilo Facebook. Il 27 giugno annunciarono titolo, copertina e tracklist di Shrines of Paralysis, pubblicato in 28 ottobre, ed annunciarono anche un tour in Nord America con gli Zhrine e i Phobocosm a novembre.
A marzo 2017 il gruppo suonò al Direct Underground Fest a Sydney e Melbourne con Gorguts, Marduk, Mgła, e Départe.

## Stile
Gli Ulcerate suonano un death metal molto atmosferico, denso e tecnico, con composizioni complesse, di difficile esecuzione e con cambi di tempo imprevedibili. Il batterista  Jamie Saint Merat è considerato di estrema importanza nel loro sound con le proprie abilità e il proprio ruolo in composizione, registrazione, produzione e mixaggio della musica, oltre che a creare le copertine. Il chitarrista Michael Hoggard è noto per l'uso esteso di dissonanza ed effetti per chitarra, usando "un mix frenetico di accordi esotici e progressioni poco ortodosse." Sono stati paragonati a Gorguts, Neurosis, Deathspell Omega, Immolation e ai Portal.

## Formazione

### Formazione attuale
- Paul Kelland − voce (2008–presente), basso (2005–presente)
- Michael Hoggard − chitarra (2000–presente)
- Jamie Saint Merat − batteria (2000–presente)

### Ex componenti
- William Cleverdon - chitarra (2010-2012)
- Jared Commerer - chitarra, basso (2002-2003)
- Oliver Goater - chitarra (live, 2009-2010)
- Phil Kusabs - basso (2003-2005)
- Ben Read - voce (2006-2008)
- Michael Rothwell - chitarra (2003-2008)
- Mark Seeney - voce (2000-2002)
- Phil Smathers - basso (2002)
- James Wallace - voce (2002-2006)
- Reuben - basso (2003)

## Discografia
Album in studio
- 2007 - Of Fracture and Failure
- 2009 - Everything Is Fire
- 2011 - The Destroyers of All
- 2013 - Vermis
- 2016 - Shrines of Paralysis
- 2020 - Stare Into Death and Be Still
- 2024 - Cutting The Throat Of God

Demo
- 2003 - Ulcerate
- 2004 - The Coming of Genocide